# (7260) Metelli
(7260) Metelli ist ein Asteroid des äußeren Hauptgürtels, der am 18. März 1994 am italienischen Santa Lucia Stroncone-Observatorium (IAU-Code 589) bei Terni in Umbrien entdeckt wurde. Unbestätigte Sichtungen des Asteroiden hatte es vorher schon unter anderem im September 1981 (1981 RP5) am Palomar-Observatorium in Kalifornien gegeben.
Die Exzentrizität des Asteroiden ist mit aufgerundet 0,0106 gering, so dass seine Bahn um die Sonne einer idealen Kreisbahn recht nahekommt, ähnlich der Exzentrizität des Planeten Neptun (0,0086). Sie ist noch deutlich geringer als die Exzentrizität der Erde (0,0167).
(7260) Metelli ist Mitglied der Koronis-Familie, einer Gruppe von Asteroiden, die nach (158) Koronis benannt ist. Die zeitlosen (nichtoskulierenden) Bahnelemente von (7260) Metelli sind fast identisch mit denjenigen von sechs kleineren, wenn man von der Absoluten Helligkeit von 14,8, 15,2, 15,1, 17,0, 16,8 und 16,5 gegenüber 13,1 ausgeht, Asteroiden: (38245) Marcospontes, (78372) 2002 PJ125, (83595) 2001 SX256, (185272) 2006 UL159, (281589) 2008 UH145 und (355156) 2006 VD66.
(7260) Metelli wurde am 8. Dezember 1998 nach dem Maler Orneore Metelli (1872–1938) benannt. Der aus Terni stammende Metelli wird der Naiven Malerei zugerechnet.